# Дітріх Альбрехт
Дітріх Альбрехт (англ. Dietrich Albrecht, нар. 4 лютого 1940, Данциг) — американський футболіст німецького походження, що грав на позиції нападника, зокрема за національну збірну США.

## Клубна кар'єра
Народжений 1940 року у Третьому Рейху у повоєнний час емігрував до США, де грав за команди регіональних ліг.
На рівні Північноамериканської футбольної ліги дебютував досить пізно, у 27-рчному віці, провівши сезон 1967 року у складі команди «Філадельфія Спартанс». Згодом ще по року провів у лавах «Клівленд Стокерс» та «Балтимор Бейз».
Протягом сезону 1970/71 грав в Австрії за «Штурм» (Грац).

## Виступи за збірну
1968 року дебютував в офіційних матчах у складі національної збірної США.
Загалом протягом дворічної кар'єри у національній команді провів у її формі дев'ять матчів, забивши три голи, у тому числі шість матчів і один гол в рамках відбору на ЧС-1970.
| Дата       | Місто        | Господарі          | Результат | Гості              | Турнір            | Голи | Примітки |
| ---------- | ------------ | ------------------ | --------- | ------------------ | ----------------- | ---- | -------- |
| 25-9-1968  | Філадельфія  | США                | 0 – 4     | Ізраїль            | товариський матч  | -    |          |
| 17-10-1968 | Торонто      | Канада             | 4 – 2     | США                | Відбір до ЧС 1970 | -    |          |
| 20-10-1968 | Порт-о-Пренс | Гаїті              | 3 – 6     | США                | товариський матч  | 2    |          |
| 23-10-1968 | Порт-о-Пренс | Гаїті              | 1 – 0     | США                | товариський матч  | -    |          |
| 27-10-1968 | Атланта      | США                | 1 – 0     | Канада             | Відбір до ЧС 1970 | 1    |          |
| 2-11-1968  | Канзас-Сіті  | США                | 6 – 2     | Бермудські Острови | Відбір до ЧС 1970 | -    |          |
| 10-11-1968 | Гамільтон    | Бермудські Острови | 0 – 2     | США                | Відбір до ЧС 1970 | -    |          |
| 20-4-1969  | Порт-о-Пренс | Гаїті              | 2 – 0     | США                | Відбір до ЧС 1970 | -    |          |
| 10-5-1969  | Сан-Дієго    | США                | 0 – 1     | Гаїті              | Відбір до ЧС 1970 | -    |          |
| Усього     |              | Матчів             | 9         |                    | Голів             | 3    |          |